# نريمان (غرمي)
نريمان (بالإنجليزية: Nariman, Ardabil)‏ هي مستوطنة تقع في مقاطعة غرمي في إيران. يقدر عدد سكانها بـ 157 نسمة .